# 假想敵
假想敌（英语：Opposing Force；缩写：OPFOR）是一个军事术语，意为“假定、设想的敌人”。假想敌部队是各国军队为配合国防政策与训练目标而设立的专业单位，其任务是在軍事演習中扮演潜在敌国部队，部队成员需学习敌方的战术、武器系统、语言、文字、作战理念等，以模拟真实战场对手。
在部队颜色代号上，社会主义国家通常将本国部队称为“红军”，将假想敌称为“蓝军”；而北约或使用北约标准的国家则恰好相反，己方为“蓝军”，敌方为“红军”。

## 预设国家
假想敌国是指某一国家基于地缘政治、领土争端、历史仇怨、意识形态对立或潜在战略竞争等因素，在军事上预设为可能发生冲突或战争的对象国。虽然双方尚未真正进入战斗状态或爆发全面战争，但该国会在国防政策、军事演习、武器研发及战略部署中，将对方视为主要威胁或作战假设中的“敌方”。
例如：
- 中华人民共和国与中华民国：由于历史遗留的两岸分治与统一问题，双方虽未爆发全面战争，但长期将彼此视为潜在军事对手，军演和国防布局中高度关注对方动向。
- 美国与俄罗斯：冷战时期形成的战略对立延续至今，尽管两国在名义上维持外交关系，但在核战略、防空体系与军事同盟（如北约）等领域，依旧彼此防范。
- 印度与巴基斯坦：双方围绕克什米尔地区多次爆发冲突，虽然非全面战争常态，但相互视为主要假想敌，常年保持高度军事戒备。

值得注意的是，“假想敌”并不等于“现实敌人”，这种设定更多基于预防性军事准备，而非即时的敌意行为。其作用在于为国家制定战略、配置资源和训练部队提供方向，同时也常作为军工发展与军费预算的政治正当性基础。

## 各国相关单位

### 美国
美國陸軍有三支公开的假想敌部队：
- 欧文堡国家训练中心轄下的美國陸軍第11裝甲騎兵團
- 波克堡联合战备训练中心的第509空降步兵團（英语：509th Infantry Regiment）
- 德国的北约多国联合战备中心的第4步兵团。

在冷战期间，这些假想敌部队主要用于模拟苏联部队，近年来也用于模拟其他国家的部队。
美國空軍有以下公開的假想敵部隊：
- 第507防空假想敵中隊
- 第527宇航假想敵中隊
- 美國第57假想敵戰術大隊
- 「侵略者」中隊
  - 第706「侵略者」中隊，內華達州內利斯空軍基地，裝備F-16C戰機
  - 第64「侵略者」中隊，內利斯空軍基地，裝備F-16C戰機
  - 第65「侵略者」中隊，內利斯空軍基地，裝備F-35A戰機
  - 第18「侵略者」中隊，阿拉斯加州艾爾森空軍基地，裝備F-16C戰機

### 中华人民共和国
除中苏交恶期间曾模仿苏军外，中国人民解放军自中华人民共和国建国后的假想敌皆为美军、北约各国军队、日本自衛隊、中华民国国军，以及其邊界接壤的印度武装部队。

#### 陆军
截止2022年，中国人民解放军陆军有以下公开的假想敌部队：
- 合成202旅，主要模拟美国陆军。
- 合成204旅，主要模拟北约军队。
- 合成第195旅，主要模拟美国陆军和北约军队。也曾模拟过中华民国宪兵第202指挥部。
- 合成第60旅
- 合成第12旅，曾模拟过印度陆军 （2022年被裁撤）

这些假想敌多为“擂主”和“蓝军”，驻扎于合同战术训练基地，与来访的“红军”互相进行攻防对抗演习，目前曾用于红蓝双方对抗的陆军的合同战术训练基地如下：
- 洮南合同战术训练基地，位于吉林省洮南市
- 朱日和合同战术训练基地，位于内蒙古自治区锡林郭勒盟
- 青铜峡合同战术训练基地，位于宁夏回族自治区青铜峡市
- 三界合同战术训练基地，位于安徽省明光市

### 中华民国
中華民國陸軍也有假想敵單位，早年唯一的假想敵為中國人民解放軍；現在因為兩岸關係緩和，加上實施裁軍的精實案後，目前正式編制已經精簡到剩下兩個連；另外，中華民國空軍也曾有假想敵中隊，如空軍46中隊。

### 其他
一些軍事力強大的國家都有假想敵單位，如英國、日本、韩国等。